# 黒沢のり子
黒沢 のり子（くろさわ のりこ、1947年11月28日 - ）は、日本の元女優。本名、正木 則子。
宮崎県真幸町（現・えびの市）出身。淑徳学園高等学校卒業。

## 来歴
父は電電公社の職員をしていた。きょうだいは兄と弟がいる。父親の転勤により、小学生から中学生時代は宮崎県から東京都、埼玉県と居住地を転々とした。
1961年より2年間劇団ひまわりに所属。
高校卒業後、黒沢 妙子の芸名で東映映画『網走番外地 大雪原の対決』などに出演。その後アメリカへ渡り、俳優のジョン・ウェインの娘婿の弟の家に身を寄せる。演劇修業のための渡米だったが、この時は映画には全く興味を示さなかった。その後東京へ戻り、20歳の時に『新劇場』に入り、1970年からは東宝テレビ部に所属し『アテンションプリーズ』『ワン・ツウ・アタック!』などのテレビドラマに出演するが、のちに東宝テレビ部を退社。『アテンションプリーズ』当時のプロフィールでは「将来は息の長い女優になることです。自分自身で女優を目指したので全力を尽くします」と述べている。
1972年、テレビドラマ『木枯し紋次郎』の第3話「峠に哭いた甲州路」の出演中に葛井欣士郎に見出され、同年の映画『音楽』で主役を演じる。『音楽』を監督した増村保造は、「彼女はあまり器用ではなく、ベッドシーンでもすぐに笑い出すなどおかしいところがあったが、注文によく応えてくれた」と評している。
1967年から1970年まで、児玉誉士夫邸セスナ機特攻事件の前野光保と結婚していた。その後、再婚を機に芸能界を引退。1973年の特撮テレビドラマ『ダイヤモンド・アイ』で共演した大浜詩郎は、2002年に発行された書籍のインタビューの中で「五人の子供の母親になったと聞いている」と述べており、『ダイヤモンド・アイ』の監督の一人である高瀬昌弘は『ダイヤモンド・アイ』同窓会に親子で出席して挨拶されたと述べているが、現在は関係者と連絡が取れない状態となっており、一般社団法人映像コンテンツ権利処理機構においては不明権利者とされている。

## 出演作品

### テレビドラマ
- 東京バイパス指令（NTV）
  - 第38話「拳銃市場」（1969年）
  - 第55話「どぶ鼠狩り」（1969年）
- プレイガールシリーズ（12ch）
  - プレイガール
    - 第29話「女度胸の見せどころ」（1969年）
    - 第63話「女が全身濡れるとき」（1970年） - 村上純子
    - 第268話「絡みもつれた欲望」（1974年） - 久我原弘子

  - プレイガールQ
    - 第23話「スリラー・恐怖をよぶ影」(1975年) - 青木牧子
    - 第66話「人妻売春組織」(1976年) - 杉本佳代
- 五番目の刑事 第20話「爪をとぐ狼」（1970年、NET） - 玲子
- 特別機動捜査隊 （NET）
  - 第435話「一郎とマリ」（1970年） - 淳子
  - 第722話「ある恐怖の体験」（1975年） - 泰子
  - 第741話「海女と真珠の詩」（1976年） - 山本京子
  - 第748話「ミミズを飼う女」（1976年） - 辺見由紀
- アテンションプリーズ（1970年 - 1971年、TBS） - 南啓子
- 時間ですよ（1971年、TBS）
- ワン・ツウ・アタック!（1971年、12ch） - 菊千代
- コートにかける青春（1971年 - 1972年、CX） - 沢田コーチ
- 木枯し紋次郎 第3話「峠に哭いた甲州路」（1972年、CX） - お妙
- 太陽にほえろ!（NTV）
  - 第3話「あの命を守れ!」（1972年） - 徹の恋人
  - 第91話「おれは刑事だ!」（1974年） - ヨーコ
- マドモアゼル通り（1972年 - 1973年、YTV） - すみ子
- 剣客商売 第12話「おかしな入門者」（1973年、CX） - おてる
- 泣くな青春 第17話「さらば番長」（1973年、CX） - 飯田陽子
- ダイヤモンド・アイ（1973年 - 1974年、NET） - カボ子
- バーディー大作戦 第6話「殺し屋収容所」（1974年、TBS）
- 幡随院長兵衛お待ちなせえ 第11話「乙女は体を張った」（1974年、MBS） - お千加
- おしどり右京捕物車 第21話「怒（いかる）」（1974年、ABC） - おせき
- 右門捕物帖 第17話「囮」（1974年、NET） - おしん
- 非情のライセンス 第2シリーズ 第2話「兇悪の傷痕」（1974年、NET） - 佐藤典子
- 伝七捕物帳
  - 日本テレビ版
  - 第53話「情けの火花に散る涙」（1974年） - おみつ
  - 第89話「情けのかんざし供養」（1975年） - お園
  - 第96話「死神が匙を投げた女」（1976年） - お駒
  - テレビ朝日版 第20話「大さわぎ伝七長屋」（1979年）
- 銭形平次（CX）
  - 第451話「あばずれ」（1974年） - お仲
  - 第537話「秘密」（1976年） - お光
- ガラスの絆（1975年、NTV）
- 破れ傘刀舟 悪人狩り 第61話「さむらい無情」（1975年、NET） - おしの
- ザ★ゴリラ7 第7話「微笑む女に手を出すな!」（1975年、NET） - 小柳忍
- 遠山の金さん 第32話「逢びきは三途の川で」（1976年、NET）
- 私は忘れたい（1977年、TBS）
- ライオン奥様劇場 / 小さくとも命の花は（1977年、CX）
- 冬の桃（1977年、NHK）
- 特捜最前線 第24話「金沢・さすらいの女ひとり」（1977年、ANB） - 織部涼子
- ご存知!女ねずみ小僧 第25話「白い犬を探せ」（1977年、CX） - 梅乃
- 花王 愛の劇場 / 女の一生（1979年、TBS） - 山際亜希子
- 西遊記 第19話「意外! 吸血鬼三蔵」（1979年、NTV）
- 大空港 第40話「FBI緊急電報 裏切りの銃撃!」（1979年、CX） - アキ
- 土曜ワイド劇場 / 蝶たちは今…（1979年、ABC）
- あさひが丘の大統領 第33話「お姉ちゃんサヨウナラ」（1980年、NTV）

### 映画
- 浪曲子守唄（1966年、東映） - 女給
- 網走番外地 大雪原の対決（1966年、東映）
- 網走番外地 決闘零下30度（1967年、東映） - レイ子
- 夜の歌謡シリーズ 悪党ブルース（1969年）
- 野良猫ロック マシン・アニマル（1970年、日活） - エマ
- 頑張れ! 日本男児（1970年、東宝） - モデル
- 不良番長 一攫千金（1970年、東映） - ホステス
- 音楽（1972年、ATG） - 弓川麗子
- 神田川（1974年、東宝） - マキシ
- 冒険者たち（1975年、冒険舎） - ユミ
- 人妻集団暴行致死事件（1978年、にっかつ） - 江口技美子